# Archangel (stripfiguur)
Archangel (Warren Kenneth Worthington III), oorspronkelijk bekend als Angel (in vroegere Nederlandse uitgaven Engel geheten), is een fictieve superheld uit de strips van Marvel Comics. Hij was een van de originele vijf X-Men. Het personage werd bedacht door Stan Lee en Jack Kirby.
Angel is een mutant. Dankzij zijn mutatie beschikt hij over twee engelachtige vleugels, waar hij zijn superheldennaam aan dankt. Hij is toekomstig eigenaar van zijn vaders miljoenenbedrijf Worthinton Industries. Zijn rijke leven leidde ertoe dat Warren zeker in de eerste jaren bij de X-Men een stereotiepe lolmaker en playboy was. Door persoonlijke ervaringen werd hij later minder arrogant.

## Biografie

### Angel
Warren Worthington III werd geboren in Centerport, New York als de zoon van de rijke Warren Worthington Jr. Rond zijn dertiende bleek dat hij een mutant was toen hij vleugels begon te ontwikkelen. Dat was ook de reden dat Warren naar een privéschool ging. In het begin zag Warren zichzelf als een monster, maar nadat bleek dat hij met zijn vleugels daadwerkelijk kon vliegen en zo mensen kon helpen accepteerde hij zijn mutatie. Hij maakte voor zichzelf een kostuum en stond een tijdje bekend als de superheld “Avenging Angel”.
Angel werd al snel opgemerkt door Charles Xavier die de jonge Warren een plaats bood op zijn school voor mutanten. Daar werd Angel samen met Cyclops, Beast, Iceman en Jean Grey lid van het eerste X-Men team. Een tijdje koesterde hij gevoelens voor Jean Grey, maar zij was niet in hem geïnteresseerd.
Toen de originele X-Men werden gevangen door het gemuteerde eiland Krakoa, stelde professor X een nieuw team van X-Men samen om hen te redden. Hierna trokken op Cyclops na alle oude leden zich terug en gaven hun positie door aan het nieuwe X-Men team omdat ze vonden dat Professor X hen genoeg had geleerd. Angel en Iceman besloten samen verder te studeren. Ze gingen naar Los Angeles waar ze samen met de helden Hercules, Black Widow en de originele Ghost Rider het superheldenteam Champions oprichtten. Dit team was echter geen lang leven beschoren.
Toen Jean Grey de Dark Phoenix werd hielp Angel de X-Men in hun gevecht tegen haar. Na Jeans dood trok Cyclops zich een tijdje terug en werd Angel weer lid van de X-Men. Hij kwam al snel in conflict met Wolverine wiens houding en gedrag hij niet kon uitstaan, wat ertoe leidde dat hij de X-Men weer verliet. Hij sloot zich nu aan bij de Defenders.

### Archangel
Veel later, als lid van X-Men, werden Warrens vleugels zwaar beschadigd tijdens een verhaal getiteld The Mutant Massacre. Cameron Hodge - van wie Angel dacht dat hij zijn vriend was, maar die in het geheim een fanatiek tegenstander van mutanten was – amputeerde Angels vleugels omdat ze niet meer te redden waren. Angel vertrok uit het ziekenhuis met zijn privéjet, die kort na opstijgen ontplofte. Het bleek dat Hodge Warrens jet had gesaboteerd om het te doen lijken dat Angel uit wanhoop voor het verlies van zijn vleugels zelfmoord had gepleegd.
Angel werd echter kort voor de ontploffing uit het vliegtuig geteleporteerd door de oude mutant Apocalypse. Apocalypse veranderde Warrens uiterlijk. Hij gaf hem een blauwe huid en organisch metalen vleugels met de functie metalen veren als projectielen af te vuren. In deze vorm werd Warren de ruiter “Death” en de leider van de Four Horseman of Apocalypse. Nadat hij bijna zijn oude teamgenoot Iceman doodde, wist Warren uit Apocalypse controle te ontsnappen. Hierna zocht hij Hodge op om wraak te nemen voor de aanslag op zijn leven. Hodge had Warrens viendin Candy Southern ontvoerd en doodde haar. Hierna onthoofdde Warren Hodge met zijn stalen vleugels.
Warren kwam niet direct terug bij X-men. Hij trok zich een tijdje alleen terug onder de naam “Dark Angel”. Na de gebeurtenissen uit Inferno kwam hij eindelijk terug bij X-Men en nam de nieuwe naam Archangel aan.

### Opnieuw Angel
Na zich opnieuw bij de X-Men te hebben aangesloten werd hij verliefd op Psylocke. Warren verruilde zijn “Death” kostuum voor zijn oude blauw-witte kostuum. Psylocke werd ontkracht door Sabretooth toen die ontsnapte aan de X-Men. Warren en de X-Men spoorden hem op en wisten hem weer te vangen, maar niet voordat Sabretooth Archangels metalen vleugels beschadigde. De schade werd langzaam steeds erger totdat zijn metalen vleugels geheel uit elkaar vielen. Hierbij werd onthuld dat Archangels natuurlijke vleugels weer aan het teruggroeien waren en de metalen vleugels van binnenuit kapotscheurden. Warren nam zijn oude naam Angel weer aan. Ondanks dat hij zijn oude vleugels terughad, was zijn huid nog wel blauw.
Warren bleef een lid van de kern van de X-Men teams. Hij nam samen met Nightcrawler een tijde de leiding over het team op zich. In een gevecht met Black Tom Cassidy ontdekte Angel een tweede mutatie; zijn bloed verkreeg enorme genezende gaven. Het stelde Angel in staat om zelf razendsnel te genezen van verwondingen. Verder kon hij er ook andere mee genezen door zijn bloed te vermengen met dat van iemand anders. Deze nieuwe gave “genas” ook Warrens huid van Apocalyps’ invloed, waardoor hij zijn oude huidskleur terugkreeg. Later bleek echter dat voor Nightcrawler Angels bloed juist een gevaarlijk gif was.
Warrens relatie met Psylocke liep stuk. Hij werd verliefd op de mutant Husk (Paige Guthrie). Samen met haar de benefietorganisatie "Mutantes Sans Frontières" op te richten in Zanzibar (een referentie naar Artsen zonder Grenzen). Ook ontdekte hij dat er meer engelachtige mutanten waren zoals hij.
Na de gebeurtenissen uit het verhaal House of M verloor een groot deel van de mutanten in de wereld hun gaven door toedoen van Scarlet Witch. Warren leek zijn krachten ook te hebben verloren, aangezien zijn vleugels dermate inkrompen dat hij er niet meer mee kon vliegen. In Generation M #5 bleek echter dat hij maar deed als of om The Ghoul, een seriemoordenaar die zijn mutantengaven had weten te behouden en nu op ex-mutanten jaagde, uit zijn schuilplaats te lokken.

## Krachten en vaardigheden
Archangels primaire kracht als gevolg van zijn mutatie is zijn vermogen om te vliegen. Zijn lichaam is hier dan ook helemaal op afgesteld. Zijn vleugels hebben bovenmenselijke kracht en een erg flexibel skelet waardoor hij ze met minimale inspanning kan bewegen. Zijn botten zijn hol en zijn lichaam verteert voedsel efficiënter dan een normaal mens, waardoor hij nauwelijks lichaamsvet heeft. Ook is Angel gespierder dan de meeste mensen, en heeft hij bovenmenselijk scherpe ogen die ook de harde wind van hoge snelheden kunnen weerstaan. Zijn longen kunnen zelfs op grote hoogten nog voldoende zuurstof uit de lucht halen en hij kan lange tijd de lage temperaturen op grote hoogten weerstaan.
Hoewel hij normaal onder de wolken vliegt, kan Archangel gemakkelijk ook twee keer zo hoog vliegen. Zijn absolute maximum is gelijk aan de maximale hoogte die een vogel kan halen, al kan hij maar enkele minuten op die hoogte blijven. Archangel kan op eigen kracht een halve dag non-stop vliegen.
Vliegen is voor Archangel net zo natuurlijk als voor een vogel, en hij is door Professor X goed getraind in het gebruiken van zijn gave. Voor al voor het vliegen binnen een gebouw. Zijn wendbaarheid in de lucht is ongeëvenaard en al meerdere malen heeft hij andere superwezens verslagen die veel sneller waren dan hij (zoals de Human Torch) puur door ze te ontwijken. De kracht van Archangels vleugels is sterk genoeg om een been of arm van iemand te breken, of zelfs iemand door een muur heen te slaan.
Als resultaat van een tweede mutatie ontwikkelde Archangel ook een geneesfactor. Zijn bloed kan hemzelf, en ieder aan wie hij het geeft, genezen van verwondingen. De mate waarin deze gave kan worden gebruikt varieert. In sommige gevallen kan hij niet iemand genezen, in andere kan hij zelfs iemand die net is overleden weer uit de dood doen opstaan.
Toen hij een tijdje stalen vleugels had door toedoen van Apocalypse, had Archangel ook de mogelijkheid metalen veren af te schieten naar zijn vijand. De veren waren behandeld met een chemisch middel dat iemands zenuwstelsel aantast en die persoon zo kon verlammen. Met deze vleugels kon Archangel snelheden bereiken tot Mach 3.

## Ultimate Angel
De Ultimate Marvel-versie van Angel was een van de weinige mutanten die bij zijn geboorte al tekenen van mutaties vertoonde. Warrens ouders stuurden hem dan ook al snel naar Charles Xaviers school. Op deze school wordt Angel lid van de Ultimate X-Men. Hij bleek echter al snel een onervaren en aarzelende vechter. Tijdens een ongeautoriseerde missie naar Genosha probeerden Angel en zijn teamgenoten Longshot te redden van publieke executie. Angel werd gevangen, en gered door Dazzler. Xavier gaf Angel nog een kans door hem als spion te laten infiltreren in Emma Frosts mutantenacademie.
Warren werd goede vrienden met Nightcrawler, vooral omdat beide fysieke mutaties hebben.
Angels mutaties in Ultimate Marvel zijn onder andere zijn vleugels, holle botten en geen lichaamsvet. De perfecte combinatie om te kunnen vliegen. Hij heeft ook toegenomen kracht, snelheid en wendbaarheid. Hij heeft alleen niet de genezende kracht van zijn tegenhanger uit de standaard Marvel strips.

## Archangel in andere media

### Televisie
- Archangels oorsprong werd opnieuw verteld in de animatieserie X-Men, waarin Apocalypse eveneens de Four Horsemen of Apocalypse creëert. Angel, stem van Stephen Ouimette, bezoekt een wetenschapper die beweert zijn mutatie te kunnen genezen. In werkelijkheid is dit Mystique, handlanger van Apocalypse, die hem veranderd in de ruiter Death. In een aantal flashbacks wordt Angel ook getoond als een van de originele X-Men, maar vreemd genoeg schijnen Cyclops, Beast en Jean Grey hem later niet te kennen. In de serie wordt hij van Apocalypse’ controle verlost door Rogue die het kwaad uit hem absorbeert.

- Archangel verscheen in enkele afleveringen van Spider-Man and His Amazing Friends. Hij was te zien in de afleveringen "The Origin of Iceman" en "A Firestar is Born". Zijn stem werd gedaan door Bill Callaway in " A Firestar is Born".

- Angel verscheen verder in enkele afleveringen van de serie X-Men: Evolution. Zijn stem werd gedaan door Mark Hildreth.

### Films
Angel komt voor in de film X-Men: The Last Stand, gespeeld door Ben Foster. Aan het begin van de film wordt een flashback getoond waarin Warren, op dat moment nog een kind, probeert zijn vleugels, die zich net beginnen te ontwikkelen, af te knippen. Zijn vader ontdekt zijn zoons mutatie en neemt zich voor een behandeling te vinden tegen zijn zoons “ziekte”. Dit leidt uiteindelijk tot de ontwikkeling van het geneesmiddel dat de krachten en mutaties van mutanten kan onderdrukken. Warren krijgt nu zijn vleugels geheel ontwikkeld zijn echter zijn bedenkingen, en vlucht weg voordat zijn vader hem het medicijn kan geven. Hij gaat naar de X-Men voor hulp en speelt een rol in het laatste gevecht.
Angels rol in de film is relatief klein, en hij verschijnt maar in een handvol scènes. Ook wordt zijn mutantennaam Angel nooit genoemd in de film. Hij wordt alleen als dusdanig aangeduid in de aftiteling.
Angel komt later ook in de film X-Men: Apocalypse voor. In deze film heeft hij een grotere rol als assistent van Apocalypse.